# Узково
У́зково (рос. Узково) — присілок у складі Куртамиського округу Курганської області, Росія.
Населення — 61 особа (2010, 90 у 2002).
Національний склад станом на 2002 рік:
- росіяни — 96 %